# Ford Anglia
Ford Anglia (МФА: [ˈæŋgliə] [э́нглиа]) — микролитражный легковой автомобиль британского филиала фирмы «Ford» (англ. Ford of Britain), выпускавшийся в виде нескольких поколений с 1939 по 1967 год.
Это была бюджетная семейная модель компании Ford на европейском рынке, с преимущественно примитивной конструкцией, скромной динамикой и простой отделкой.
Все «Англии» имели две боковые двери. Четырёхдверная версия этого автомобиля с улучшенной отделкой, выпускавшаяся до 1961 года, обозначалась как отдельная модель — Ford Prefect. Также, с ним связана модель Ford Popular, выпускавшаяся с 1953 по 1962 год, которая представляла собой ещё более дешёвый и упрощённый вариант Anglia.
В общей сложности было выпущено 1.594.486 автомобилей этой модели. Машина экспортировалась во многие страны, в том числе — в Северную Америку. Место Anglia в модельном ряду британского «Форда» унаследовал Ford Escort.
В наши дни Ford Anglia, в особенности — Anglia последнего поколения (1959—1967), — культовый автомобиль в Великобритании. Всемирную известность автомобиль этой модели получил после выхода на экраны фильма «Гарри Поттер и Тайная комната», где «Англия», благодаря колдовству Артура Уизли, обрела способность летать.

## Anglia E04A
Первая Anglia, нёсшая заводское обозначение E04A, была фактически рестайлингом модели Ford 7Y. Автомобиль был простым по конструкции и дешёвым в производстве, с зависимыми подвесками на поперечных рессорах и механическим приводом тормозов. Предлагалось две комплектации — Standard и Deluxe, последняя отличалась улучшенной отделкой салона, дополнительными приборами и, на довоенном выпуске, подножками.
Часть из машин, предназначенных для экспортирования — преимущественно те, что поставлялись в Северную Америку, где они продавались с 1948 модельного года — снабжалась 1172-кубовым двигателем, внешне они отличались более обтекаемой решёткой радиатора, неразборными лампами-фарами, габаритными огнями и двухламповыми задними фонарями, которые допускали возможность установки мигающих поворотников (в Европе редкость в те годы).
Аналогичная Anglia четырёхдверная модель имела самостоятельное обозначение — Ford Prefect. Всего было выпущено 55.807 автомобилей этой модели, учитывая перерыв в годы Второй мировой войны.

## Anglia E494A
Модель 1949 года (модельный год начинался осенью предыдущего календарного, то есть, первые автомобили были выпущены уже в 1948) — E494A — представляла собой рестайлинг предыдущего поколения с изменённым оформление передка — которое, тем не менее, оставалось крайне архаичным даже для 1948 года.
Конструкция не претерпела изменений и по прежнему отличалась спартанской простотой. На 1948 год Ford Anglia был самой дешёвой четырёхколёсной машиной из продаваемых в Великобритании.
По результатам тест-драйва журнала The Motor Anglia выпуска 1948 года разгонялась до 92 км/ч и достигала 80 км/ч за 38,3 секунды. Расход топлива составил 7,8 л. на 100 км. Стоимость автомобиля составляла £309, включая налоги.
В качестве лёгкого коммерческого автомобиля были очень популярны развозные фургоны («delivery van») на базе Anglia, которые сторонние производители переделывали из седанов. В общей сложности было выпущено 108.878 автомобилей этого поколения. После его снятия с производства на его основе выпускалась ещё более упрощённая модель Ford Popular — до 1959 года.

## Anglia 100E
В 1953 году в серию пошёл Ford Anglia 100E, разработанный инжиниринговой фирмой Lacuesta Automotive. Это была полностью новая машина, не имевшая технической преемственности с предыдущим поколением. Четырёхдверная модель, как и ранее, обозначалась как Prefect. Выпуск предыдущего поколения в упрощённой комплектации был продолжен под обозначением Ford Popular (103E), который по тем временам был одним из самых дешёвых автомобилей в мире.
Автомобиль имел современный внешний дизайн и простую отделку интерьера — раздельные передние сидения, обтянутые кожезаменителем, немногочисленные приборы, объединённые в окружающий рулевую колонку щиток, расположенный на полу рычаг переключения передач (в те годы — атрибут дешёвых машин). Отопитель салона и радиоприёмник предлагались как опции за дополнительные деньги. Стеклоочиститель предлагался в стандартной комплектации, но имел вакуумный привод от разрежения во впускном коллекторе, и скорость его работы зависела от оборотов двигателя.
Двигатель рабочим объёмом 1172 см³ был нижнеклапанным и развивал 36 л.с. В отличие от примитивного двигателя предыдущего поколения, он уже имел систему охлаждения с насосом вместо антикварной термосифонной (работающей за счёт разницы температур). Коробка передач осталась трёхступенчатой.
С другой стороны, в конструкции автомобиля были и прогрессивные элементы — например, он имел несущий кузов вместо рамного шасси предыдущей модели, переднюю подвеску типа «Макфёрсон» со стабилизатором (задняя оставалась зависимой рессорной). Как опция в 1957 и 1958 модельных годах предлагалась система Newtondrive, позволявшая переключать передачи без выжима педали сцепления. Электрика была редкой в те годы на английских машинах 12-вольтовой.
С коммерческой точки зрения Anglia 100E была успешным автомобилем: к концу производства в 1959 году было выпущено 345.841 экземпляров. Кроме того, с 1955 года предлагалось две версии универсала: Escort на базе Anglia и Squire на базе Ford Prefect. Первое название впоследствии перешло к очень популярному Ford Escort шестидесятых — восьмидесятых годов. Кроме того, под названием Ford Thames выпускались развозные фургончики.
По результатам тестов, проведённых журналом The Motor в 1954 году, Anglia 100E разгонялась до 113 км/ч, на разгон до «сотни» (точнее — 60 миль в час, то есть, 97 км/ч) требовалось 29,4 с. Расход топлива составлял 9,32 л. на 100 км. Тестовый автомобиль стоил 511£, включая налоги.

## Anglia 105E
Последнее поколение «Англии» под заводским обозначение 105E было представлено публике в 1959 году. Автомобиль имел необычный, запоминающийся дизайн с очень характерным оформлением передка и задней стойкой крыши с обратным наклоном, на появление которой явно оказало влияние оформление североамериканских «Mercury» и «Lincoln» того же производителя. Последняя имела чисто практические преимущества — позволила увеличить объём салона и не давала заднему стеклу забрызгиваться в дождь.
Базовая комплектация «Англии» имела узкую крашенную решётку радиатора и упрощённую отделку. Большинство сохранившихся автомобилей — комплектации deLuxe, с широкой хромированной решёткой и молдингами на крыльях.
В отличие от предыдущих поколений, «Англия» 105Е не имела соответствующей четырёхдверной модели Prefect. С 1959 по 1961 год выпускалась модель Prefect 107E, имевшая кузов старого поколения с обновлённой механикой, после чего эта линия автомобилей была заменена на более крупный Ford Cortina.
В сентябре 1961 года появилась «Англия» с кузовом «универсал». Помимо нового кузова, автомобиль получил и совершенно новый двигатель — 997-кубовую версию верхнеклапанной рядной «четвёрки» Kent, впоследствии ставшей едва ли не основным двигателем европейских «Фордов» и использовавшуюся даже на машинах компании североамериканского производства. Кроме того, «Англия» 105Е была первым британским «Фордом» с четырёхступенчатой трансмиссией и электрическими стеклоочистителями. Шасси осталось преимущественно без изменений, в частности — передняя подвеска «макферсон» и рессорная задняя.
По результатам тестов, проведённых журналом The Motor, седан Anglia 1959 года разгонялся до 118,8 км/ч, а на разгон до 97 км/ч уходило 26,9 секунды. Расход топлива составлял 6,86 л. на 100 км — намного лучше, чем у предыдущих поколений. Стоил тестовый автомобиль 610£, включая налоги.
Предыдущее поколение «Англии» — 100E — осталось на конвейере как 100E Popular, четырёхдверный Ford Prefect превратился в обновлённый Ford Prefect 107E и получил механику от 105Е, включая двигатель и тормоза. Универсал 100E Escort остался неизменным и выпускался до 1961 года, когда был заменён на универсал 105E Anglia.
- Редко встречающаяся в наши дни базовая комплектация «Англии».
- Оригинальный дизайн задней части был одной из наиболее узнаваемых деталей машины.
- «Англия» с кузовом «универсал» (в оригинальных терминах, «эстейт»).
- Развозной фургончик Ford Thames.

### Super Anglia 123E
C 1962 года параллельно с базовой моделью выпускался автомобиль Ford Super Anglia с 1198-кубовым двигателем и прочими улучшениями. Super Anglia отчасти заменила в модельном ряду британского «Форда» модель Ford Prefect, хотя в отличие от него и была двух-, а не четырёхдверной.
Под заказ предлагались варианты с 997-кубовым мотором, но такой же отделкой, как на модели Super, а также с 1198-кубовым двигателем, но отделкой комплектации Deluxe. Часть «супер-Англий» имела металликовую окраску — 250 автомобилей цвета «Blue Mink» (ярко-голубой металлик) и 500 — колера «Venetian Gold» (тёмно-золотистый металлик).